# Licrostroma
Licrostroma is een monotypisch geslacht van schimmels behorend tot de familie Peniophoraceae. Het bevat alleen Licrostroma subgiganteum.